# Машал
«Машъа́л», также известный как «Маша́л» или «Маша́ль» (узб. «Mash'al» Muborak futbol klubi/«Машъал» Муборак футбол клуби) — узбекистанский футбольный клуб из города Мубарек Кашкадарьинской области (вилоята).

## Названия
| Период     | Название     |
| ---------- | ------------ |
| 1982-1984  | Автомобилист |
| 1984-1992  | «Факел»      |
| 1992-н. в. | «Машъал»     |

## История
В 1984 году в ещё совсем молодом промышленном городе Мубарек благодаря усилиям тогдашнего руководителя одного из предприятий Бахрома Вафоева был основан футбольный клуб.
В 1-м же сезоне мубарекская команда стала победителем областного первенства и получила путёвку в республиканский чемпионат, в котором «Факел» и продолжал участвовать в советское время.
После распада СССР с 1992 года «Машъал» (с узбекского языка название переводится как «Фа́кел»)  выступает в независимом чемпионате Узбекистана.
В 1994 году он занял 1-е место в Первой лиге и получил право на переход в Высшую лигу, в которой играл в 1995-1996, 2002-2012 и 2014-2017,2020-2021 годах.
В 2005 году становился серебряным, а в 2007 году — бронзовым призёром Высшей лиги. В 2006 году дошёл до финала Кубка Узбекистана, и участвовал в Лиге чемпионов АФК. Является обладателем и финалистом Кубка ПФЛ Узбекистана соответственно 2014 и 2015 годов.
В сезоне-2017 «Машъал» занял 7-е место среди 16 клубов. Однако с сезона-2018 выступает в Про-лиге A Узбекистана — 2-м по уровню и значимости футбольном дивизионе страны (до этого называлась Первой лигой) из-за недопуска клуба по ряду причин для участия в Суперлиге Узбекистана (до 2018 года называлась Высшей лигой).

## Результаты выступлений
| Сезон | Лига        | Место |
| 1992  | Вторая лига | 4     |
| 1993  | Первая лига | 6     |
| 1994  | Первая лига | 1     |
| 1995  | Высшая лига | 14    |
| 1996  | Высшая лига | 14    |
| 1997  | Первая лига | 6     |
| 1998  | Первая лига | 7     |
| 1999  | Первая лига | 5     |
| 2000  | Первая лига | 2     |
| 2001  | Первая лига | 2     |
| 2002  | Высшая лига | 10    |
| 2003  | Высшая лига | 6     |
| 2004  | Высшая лига | 10    |
| 2005  | Высшая лига | 2     |

| Сезон | Лига        | Место |
| 2006  | Высшая лига | 4     |
| 2007  | Высшая лига | 3     |
| 2008  | Высшая лига | 4     |
| 2009  | Высшая лига | 13    |
| 2010  | Высшая лига | 5     |
| 2011  | Высшая лига | 5     |
| 2012  | Высшая лига | 13    |
| 2013  | Первая лига | 1     |
| 2014  | Высшая лига | 5     |
| 2015  | Высшая лига | 7     |
| 2016  | Высшая лига | 8     |
| 2017  | Высшая лига | 7     |
| 2018  | Про-лига    | 2     |
| 2019  | Про-лига    | 1     |

| Сезон | Лига      | Место |
| 2020  | Суперлига | 10    |
| 2021  | Суперлига | 12    |
| 2022  | Про-лига  | 7     |
| 2023  | Про-лига  | 4     |
| 2024  | 1         |       |

## Достижения
Высшая лига чемпионата Узбекистана
- Серебряный призёр (2005).
- Бронзовый призёр (2007).

Кубок Узбекистана
- Финалист (2006).

Первая лига чемпионата Узбекистана
- Победитель — 4 раза (1994, 2013,2019) 2024
- 2-е место — 3 раза (2000, 2001,2018).

Кубок ПФЛ Узбекистана
- Победитель (2014).
- Финалист (2015).

## Международные турниры
По итогам сезона 2005 в Высшей лиге Узбекистана, «Машъал» сенсационно занял второе место, что давало ему возможность в сезоне 2006 года представлять Узбекистан в Лиге чемпионов АФК вместе с ташкентским «Пахтакором». «Машъал» попал в группу B, и по итогам турнира завершил участие на третьем месте в группе. Участие в Лиге чемпионов АФК 2006 пока является единственным случаем участия «Машъаля» в международных турнирах.
| Клуб       | Игр | Поб. | Нич. | Пор. | ЗМ | ПМ | РМ | Очки |
| ---------- | --- | ---- | ---- | ---- | -- | -- | -- | ---- |
| Аль-Айн    | 6   | 4    | 1    | 1    | 10 | 6  | +4 | 13   |
| Аль-Хиляль | 6   | 3    | 1    | 2    | 12 | 7  | +5 | 10   |
| Машъал     | 6   | 2    | 2    | 2    | 7  | 11 | -4 | 8    |
| Аль-Минаа  | 6   | 0    | 2    | 4    | 6  | 11 | -5 | 2    |

| Этап     | Дата       | Город      | Хозяева    | Счет | Гости      | Голы «Машъаля»                       |
| Группа В | 16.03.2006 | Эль-Кувейт | Аль-Минаа  | 0:1  | Машъал     | Зафар Холмуродов                     |
| Группа В | 22.03.2006 | Карши      | Машъал     | 1:1  | Аль-Айн    | Шухрат Мирхолдиршоев                 |
| Группа В | 12.04.2006 | Эр-Рияд    | Аль-Хиляль | 5:0  | Машъал     |                                      |
| Группа В | 26.04.2006 | Карши      | Машъал     | 2:1  | Аль-Хиляль | Батыр Караев, Зафар Холмуродов       |
| Группа В | 03.05.2006 | Карши      | Машъал     | 2:2  | Аль-Минаа  | Джасур Хасанов, Шухрат Мирхолдиршоев |
| Группа В | 17.05.2006 | Эль-Айн    | Аль-Айн    | 2:1  | Машъал     | Зафар Холмуродов                     |

## Текущий состав
- Кочнев, Евгений Геннадьевич

## Стадион
«Машъал» проводит свои домашние матчи на мубарекском стадионе имени Бахрома Вафоева, который вмещает 10 000 зрителей. Он был построен в первые годы существования клуба (в начале 1980-х) по инициативе Бахрома Вафоева.
Для его постройки были привлечены многочисленные спонсоры, в том числе Мубарекский газоперерабатывающий завод. В дальнейшем был несколько раз реконструирован.

## Кашкадарьинское дерби
«Машъал» является одним из трёх участников футбольного противостояния — «Кашкадарьинского дерби». Кашкадарьинскую область (вилоят) Узбекистана в Высшей лиге чемпионата страны до недавнего времени представляли сразу 3 клуба из 3-х городов: «Насаф» — из Карши, «Машъал» — из Мубарека и «Шуртан» — из Гузара.
Несмотря на то, что в высшем футбольном дивизионе с 2018 года выступает только «Насаф», а 2 другие команды играют в лиге уровнем ниже, матчи между ними носят статус «Кашкадарьинского дерби», вызывающего интерес не только в самой Кашкадарьинской области, но и во всём Узбекистане.

## Главные тренеры
| Период    | Годы                     |
| --------- | ------------------------ |
| 1993      | Владимир Надьярный       |
| 1994-1995 | Борис Серостанов         |
| 1996      | Виталий Дорофеев         |
| 1997-1998 | Абдурахман Юмангулов     |
| 1999      | Владимир Любушин         |
| 2000-2001 | Баходир Давлатов         |
| 2002      | Бахтиёр Бобоев           |
| 2003      | Виталий Иванов           |
| 2004      | Баходир Давлатов         |
| 2005-2006 | Виктор Джалилов          |
| 2006-2008 | Виктор Кумыков           |
| 2009      | Ислам Ахмедов            |
| 2009      | Геннадий Кочнев          |
| 2009-2010 | Баходир Давлатов         |
| 2010-2012 | Владимир Фомичёв         |
| 2013-2018 | Александр Хомяков        |
| 2019      | Аликулов, Асрор Чориевич |
| 2020      | Дилявер Ваниев           |
| 2021      | Александр Хомяков        |
| 2022      | Дилявер Ваниев           |

## Фарм-клуб
«Машъал-2» — участник одиннадцати сезонов второй по уровеню лиги Узбекистана.